# Pseudoanthomastus pacificus
Pseudoanthomastus pacificus är en korallart som beskrevs av Fedor Aleksandrovich Pasternak 1981. Pseudoanthomastus pacificus ingår i släktet Pseudoanthomastus och familjen läderkoraller. Inga underarter finns listade i Catalogue of Life.